# Sankt Katharine Sogn
Sankt Katharine Sogn er et sogn i Ribe Domprovsti (Ribe Stift).
Sankt Katharine Sogn lå i Ribe købstad, som geografisk hørte til Ribe Herred i Ribe Amt. Ved kommunalreformen i 1970 blev købstaden kernen i Ribe Kommune, der ved strukturreformen i 2007 indgik i Esbjerg Kommune.
Uden for købstaden og under herredets administration blev Sankt Katharine Landsognskommune dannet i 1842. Den skiftede i 1881 navn til Lustrup-Tved-Tange sognekommune og blev indlemmet i købstaden i 1913.
I Sankt Katharine Sogn ligger Sankt Katharine Kirke.
I sognet findes følgende autoriserede stednavne:
- Damhus (bebyggelse)
- Kæret (areal)
- Lustrup (bebyggelse, ejerlav)
- Tange (bebyggelse, ejerlav)
- Tved (bebyggelse, ejerlav)
- Tved Huse (bebyggelse)
- Østermade (bebyggelse, ejerlav)